# Lynda Carter

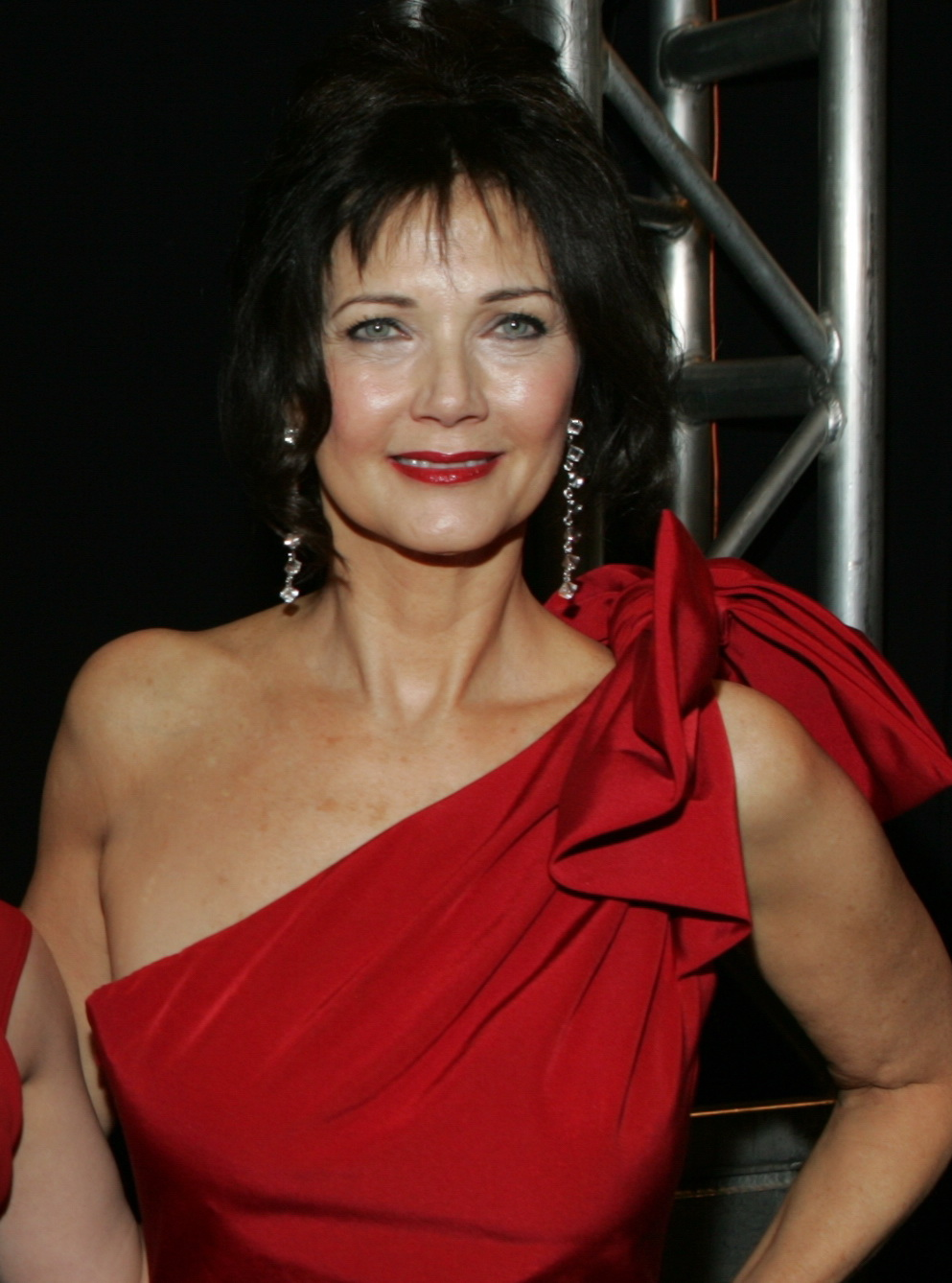
Lynda Carter (2009)

Lynda Jean Carter, eigentlich Linda Jean Cordova Carter, (* 24. Juli 1951 in Phoenix, Arizona) ist eine US-amerikanische Schauspielerin, Sängerin und ehemalige Schönheitskönigin. Einem breiten Publikum ist sie seit den 1970er-Jahren als Wonder Woman aus der gleichnamigen Fernsehserie bekannt.

## Leben
Carter wurde 1951 als Tochter irisch-mexikanischer Einwanderer in Phoenix im US-Bundesstaat Arizona als Linda Jean Cordova Carter geboren, wo sie auch aufwuchs. Bereits im Alter von fünf Jahren trat sie in Lew Kings Talentshow auf; ihre eigentliche Karriere im Showgeschäft begann jedoch erst als Jugendliche. Nach Stationen bei diversen Schulbands kam sie 17-jährig zu The Relatives, einer Band, die später drei Monate lang in der Sahara-Lounge in Las Vegas spielte – obgleich Carter noch minderjährig war und die Lounge daher nur über die Hotelküche betreten durfte.
Sie besuchte die Arizona State University und intensivierte nachfolgend ihre Musikkarriere. Mit ihrer Band The Garfin Gathering with Lynda Carter trat sie mit bescheidenem Erfolg in San Francisco auf, ehe sie 1972 nach Arizona zurückkehrte. Dort entschied sie sich an einem Schönheitswettbewerb teilzunehmen. Sie wurde schließlich zur Miss Phoenix gekürt. Weitere Misswahlen schlossen sich an und sie gewann die Titel Miss Arizona und Miss USA. Sie vertrat letztlich 1972 die Vereinigten Staaten bei der Miss World, wo sie eine Platzierung in den Top 15 erreichte.

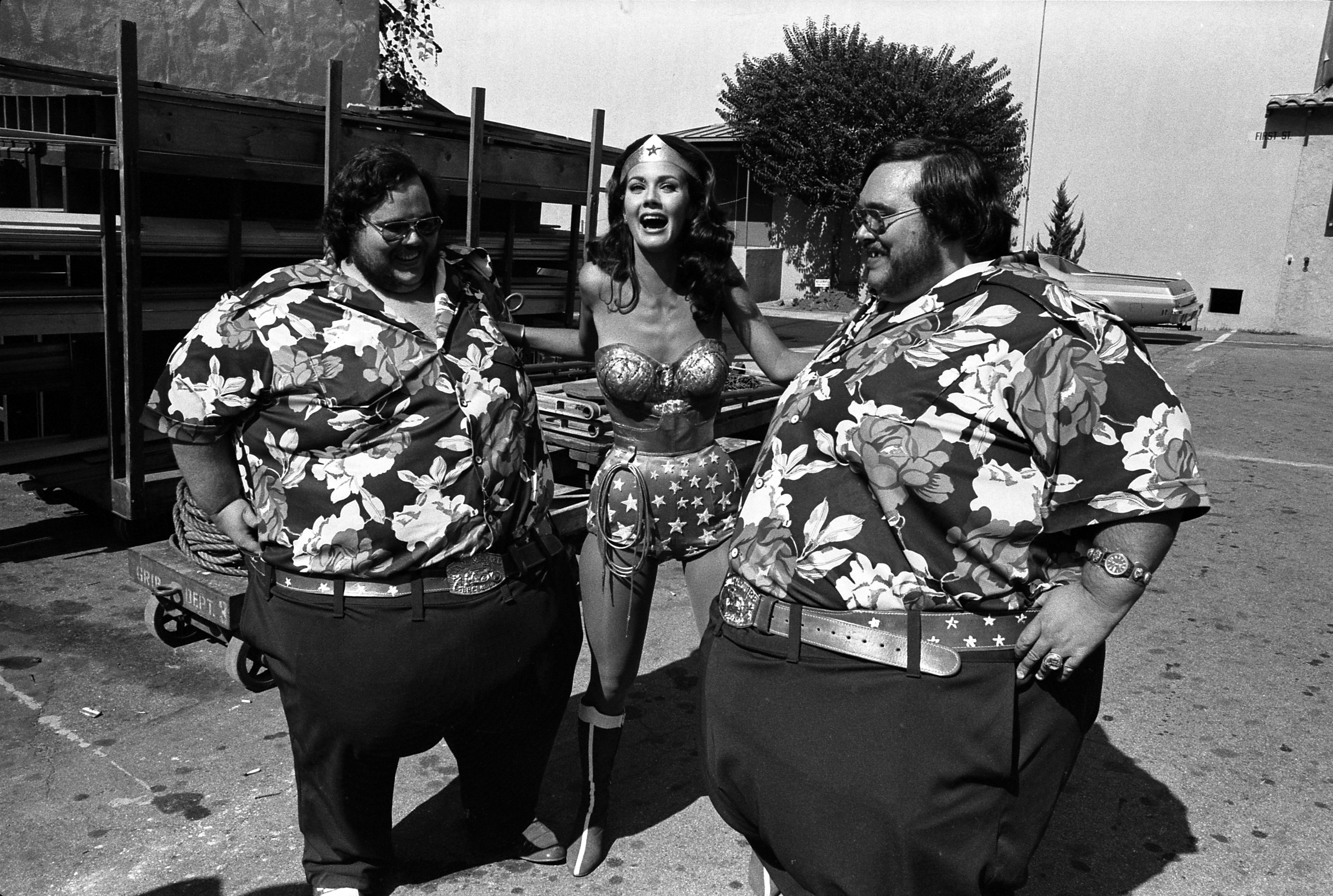
Lynda Carter im Kostüm von Wonder Woman (1976)

Sie nahm Schauspielstunden und trat in einigen Fernsehproduktionen auf, wie beispielsweise in Starsky & Hutch, Cos und Nakia, der Indianersheriff sowie in einigen B-Movies wie Bobbie Jo and the Outlaw. Ihre erfolgreichste Rolle, die Superheldin Wonder Woman, erhielt sie 1975, als sie sich gegen 2000 Kolleginnen durchsetzte. Wonder Woman wurde ab November 1975 gesendet und war äußerst erfolgreich.
Von 1977 bis 1982 war sie mit dem Filmproduzenten und Künstleragenten Ron Samuels verheiratet; 1984 heiratete sie den Juristen und Manager Robert Alan Altman.
Carter versuchte sich danach auch als Sängerin: 1978 erschien ihre erste LP Portrait. In den 1980er Jahren hatte sie weitere Fernsehauftritte, so etwa in dem Biopic Rita Hayworth: The Love Goddess.
Ab 2009 trat sie auch wieder verstärkt als Sängerin in Erscheinung und veröffentlichte zwei Alben: At Last (2009) und Crazy Little Things (2011). 2018 folgte Red Rock N’ Blues.
Carter kommt außerdem als Sängerin „Magnolia“ im Computerspiel Fallout 4 vor, in dem sie einige Songs darbietet und die englische Synchronisation spricht.
Am 3. April 2018 wurde sie mit dem 2632. Stern auf dem Hollywood Walk of Fame geehrt.

## Filmografie
- 1974: Nakia, der Indianersheriff (Nakia, Fernsehserie, Episode 1x10)
- 1975: Matt Helm (Fernsehserie, Episode 1x12)
- 1976: Sie nannten ihn El Lute (Bobbie Jo and the Outlaw)
- 1976: A Matter of Wife... and Death (Fernsehfilm)
- 1976: Starsky & Hutch (Starsky and Hutch, Fernsehserie, 2 Episoden)
- 1975–1979: Wonder Woman (Fernsehserie, 60 Episoden)
- 1980: Hauch des Todes (The Last Song, Fernsehfilm)
- 1981: Menschenhandel (Born to Be Sold, Fernsehfilm)
- 1982: Hotline – Die Stimme des Todes (Hotline, Fernsehfilm)
- 1983: Rita Hayworth: The Love Goddess (Fernsehfilm)
- 1984: Partners in Crime (Fernsehserie)
- 1987: Die Vergangenheit der Senatorin (Stillwatch, Fernsehfilm)
- 1989: Mike Hammer: Murder Takes All (Fernsehfilm)
- 1991: Danielle Steels Väter (Daddy, Fernsehfilm)
- 1991: Ich war ein Playmate (Posing: Inspired by Three Real Stories, Fernsehfilm)
- 1993: Ihr Gewissen (Lightning in a Bottle, Fernsehfilm)
- 1994–1995: Lederstrumpf (Hawkeye, Fernsehserie, 21 Episoden)
- 1996: Todesdiät – Der Preis der Schönheit (When Friendship Kills, Fernsehfilm)
- 1996: Schwanger! Es geschah unter Narkose (She Woke Up Pregnant, Fernsehfilm)
- 1997: Dark Prayer – Tödliche Bedrohung (A Prayer in the Dark, Fernsehfilm)
- 1998: Sucht nach Liebe (Someone to Love Me, Fernsehfilm)
- 1999: Family Blessings (Fernsehfilm)
- 2001: Super Troopers – Die Superbullen (Super Troopers)
- 2003: Terror Peak (Fernsehfilm)
- 2003: Hope and Faith (Hope & Faith, Fernsehserie, Episode 1x09)
- 2005: Wonder Woman: The Ultimate Feminist Icon
- 2005: Sky High – Diese Highschool hebt ab! (Sky High)
- 2005: Ein Duke kommt selten allein (The Dukes of Hazzard)
- 2005: Law & Order: Special Victims Unit (Fernsehserie, Episode 7x02)
- 2005: Law & Order (Fernsehserie, Episode 16x02)
- 2006: The Creature of the Sunny Side Up Trailer Park
- 2006: Slayer – Die Vampir Killer (Slayer, Fernsehfilm)
- 2006: Tempbot
- 2007: Smallville (Fernsehserie, Episode 6x18)
- 2007: Tattered Angel
- 2013: Two and a Half Men (Fernsehserie, Episode 11x06)
- 2016–2018: Supergirl (Fernsehserie, 5 Episoden)
- 2020: Wonder Woman 1984

## Diskografie
- 1978: Portrait
- 2009: At Last
- 2011: Crazy Little Things
- 2018: Red Rock N’ Blues